# Karl August Folkers
Karl August Folkers (Decatur, Illinois, 1906. szeptember 1. – New London, New Hampshire, 1997. december 9.) amerikai biokémikus, biológus, a Q10 koenzim kutatója, a B12 vitamin izolátora.

## Élete
Karl Folkers a német származású August William Folkers és Laura Susan Black egyetlen gyermekeként született meg, apja 1882 -ben emigrált Amerikába.
Karl alsó tagozatos iskoláját a helyi iskolában végezte, korán az érdeklődése a kémia felé fordult, kémiai gyakorlókészlettel kezdetleges kísérleteket is végzett otthonában.
Egyetemi tanulmányait az Illinoisi Egyetemen végezte el, kémiai szakon Carl G. Marvel professzor tanítványaként, 1928 -ban.
Marvel javasolta Folkersnek, hogy a Wisconsini Egyetemen folytassa tanulmányait Homer Adkins tanítványaként, a doktori cím megszerzése érdekében. Doktori disszertációja az észterek alkohollá való alakítása volt különböző katalizátorokkal, mint például a réz -bárium -kromittal és nagynyomású hidrogénnel.
Érdeklődése a biokémia irányába terelődött, ezért a Yale Egyetemen folytatott szakirányú tanulmányokat Treat B. Johnsonnál, aki megismertette őt a gyógyszerészet kémiájával.
A Yale Egyetemen találkozott Selma Leona Johnson -al, akivel 1932. július 30 -án összeházasodtak. Két gyerekük született, Cynthia Carol és Richard.
Karl komolyabb érdeklődése a gyógyszerészet iránt Merckkel Laboratóriumához való csatlakozása után indult el 1934 -ben.
A Merckkel történő együttműködés alatti egyik jelentős munkája az „Erythrina” alkaloid izolálása és a struktúrájának meghatározása volt. Ezt a kutatást az igazgatója, Randolph Majors kezdeményezte, szó szerint adott neki egy csomag „Erythrina” magot és javasolta neki, hogy vizsgálja meg, így lett kutatási témája. Majors javaslatára került később Merck vitaminkutatásaiba is.
1938 -ban kinevezték a kutatás igazgató -helyettesévé, és tagja lett annak a kutatócsoportnak, aki ekkor a piridoxinokkal, a B6 vitaminokkal foglalkozott.
Karl csoportjával egy időben a B6 vitaminokkal Németországban Richard Kuhn kutató csoportja foglalkozott, de Merck csoportja volt az, aki meghatározta a struktúráját, a B6 vitamint először ők írták le. Ezért a munkájáért Karl és Kuhn együttes díjat kapott 1940 -ben.
1939 -ben Karl és csoportja együttműködött Roger Williams -al, aki feltalálta és részlegesen szintetizálta a pantothenic savat, Folkers csapata találta meg és dolgozta fel a végső összetételét. Karl 1941 -ben ezért a munkájáért az Amerikai Kémiai Társaság díját kapta meg.
Ez alatt az idő alatt Vincent du Vigneaud csoportja a biotin, a vízben oldódó kéntartalmú vitaminok struktúráját vizsgálta. Folkers és csoportja fedezte fel, hogy a hidrogén alkalmas kivonni a ként az elegyből, ez a lépés megkönnyítette a biotin struktúrájának meghatározását.
Ezt az eredmény közösen publikálta Vincent du Vigneaud csoportjával.
1943 -ban csoportjával egyértelműen is alátámasztotta a pyridoxal és pyridoxamin szerkezetét a pyridoxine -ból (B6 vitamin), mellyel kezdetben Esmond Snell foglalkozott.
Az eredmények következtében Karl igazgatója lett az Organic and Biochemical Research Department -nek 1945 és 1951 között. Igazgatósága alatt meghatározta az antibiotikum szerkezetét, ezen belül részlegesen izolálta a streptomycin szerkezetét is. 
1942 -ben Folkers érdeklődésében a kóros vérszegénység elleni kutatások játszották a fő szerepet, a projectben részt vevő kémiai csoporttal ebbe az irányban kezdett kutatásokat. Sokáig sikertelenül vizsgálódott, de az 1947 -es marylandi egyetemen tett látogatása megváltoztatta ezt. Karl tanulmányozta Mary Shorb Lactobacillus -al kapcsolatos tesztjeit, hogy a máj és kivonata olyan anyagot tartalmaz, amely csak a gyomorsavval együtt bejutva fejti ki hatását, valamint ez az elegy érzékeny a kóros vérszegénységgel szemben.
Karl Shorbbal való megállapodása alapján a teszteket elvégezte, és a B12 vitamint előállította.
Karl és Mary Shorb 1949 -ben a B12 vitaminnal kapcsolatos munkájukért Mead Johnson -díjat kapott.
Karl ezért a munkájáért elnyerte a Nemzeti Tudományos Akadémia tagságot is 1948.
Amikor a Merck Co. egyesült a Sharpe and Dohme -el, Folkers laboratóriuma kibővült, a kutatási területeken Lemuel Wright és Helen Skeggs kapott meghatározó feladatokat.
Ez a csoport fedezte fel, izolálta, és meghatározta a mevalonsav szerkezetét és hatásmechanizmusát a bizonyos Lactobacilllus daganatok esetében.
1958 -ban Karl és Merck csoportja megállapította a Q10 koenzim szerkezetét, amelyet Fred Caine csoportja 1957 -ben fedezett fel a wisconsini egyetemen, valamint felismerték a Q típusú koenzim fontosságát különböző krónikus betegségre, életfontosságú hatását az emberi sejtek légzésére és energiatermelésére. Későbbiekben az egyik legfontosabb kutatási területe lett az életében.
Karl a hivatali listán is egyre feljebb jutott: társigazgatója a kutatás és fejlesztés részlegnek 1951 -ben, az organikus és biológiai kutatások igazgatója 1953 -ban, alapvető kutatások igazgatója 1955 -ben és a kutatási divízió alelnöke 1962 -ben.
1963 -ban otthagyta a Merck intézetét, és elfogadta a Stanford Kutató Intézet vezetését, ezt 1968 -ig töltötte be. Mint elnök, ideje alatt az állami dotáció az intézetnek megkétszereződött, az új építési programra és a fejlesztésre több mint 50% -kal több lett a költségvetés.
Igazgatói teendői mellett azonban Karl folytatta a Q koenzim vizsgálatát, kutatásait is erre fókuszálta.
1968 -ban Austinba, Texasba költözött és a Texas Egyetemen helyezkedett el. 
Itt egy újonnan alapított Intézet a Institute os Biomedical Research vezetője lett, ahol több új kutatásban részt vett, többek között a THR (thyrotropin releasing hormone) izolálása a csoportjukban történt meg 1969 -ben.
Fő kutatásaikat ezek után az LHRH hormonok vizsgálta felé fordították
A Biokémiai Kutató Intézetet Folkers alapította, tanulók részére, akik elő és utótanulmányokat folytathattak itt, a világ összes kutatólaboratóriumaival való együttműködés lehetőségével.
1992. augusztus 12 -én meghalt a felesége, egészsége romlott, de a kutatásban eltöltött aktivitása nem. Aktívan vezette a Kutató Intézetet a Lake Summer -i otthonából is, kollégája, Richard Willis segítségével.
Habár Folkers egészséges volt élete nagy részében, utolsó éveiben a lábaival ideg problémák miatt tolószékbe kényszerült.
Hirtelen halt meg New Londonban 1997. december 9 -én, azután hogy svédországi utazásából hazatért. 
Még életében megalapította a Folkers alapítványt.
Karl életében több mint 700 tanulmányát publikálta, melyet több díjjal is értékeltek.

## Tiszteletbeli doktori címei
- Philadelphia College of Pharmacy and Science (1962)
- University of Uppsala (1969)
- University of Illinois (1973)
- University of Wisconsin (1970)
- University of Bologna (1989).

## Egyéb kitüntetései
Presidential Certificate of Merit (1948); Harrison Howe Award, Rochester Section (1949); Scientific Award, Board of Directors, Merck and Co., Inc. (1951); Spencer Award, Kansas City Section (1959); Perkin Medal, Society of Chemical Industry (1960); Scroll Award, National Association of Manufacturers (1965); Nichols Medal, New York Section (1967); Robert A. Welch International Award and Medal (1972); Research Award, J. D. and C. T. MacArthur Foundation (1981); Priestley Medal of the American Chemical Society (1986); President's National Medal of Science (1990); Karl Folkers Centennial Research Award (first recipient), Rutgers University (1992); and Infinity Award, American Academy of Anti -Aging Medicine (1996).

## Fő tanulmányai
- 1931 – The catalytic hydrogenation of esters to alcohols
- 1934 – Hydrogenation of cyclic ureides under elevated temperatures and pressures I. 2 -keto -1,2,3,4 -tetrahydropyrimidines.
- 1939 – Structure of vitamin B6.
- 1939 – Synthesis of vitamin B6
- 1940 – Pantothenic acid. VIII. The total synthesis of pure pantothenic acid.
- 1942 – The structure of biotin: A study of desthiobiotin
- 1944 – II. Synthesis of biotin.
- 1945 – Streptomyces antibiotics. I. Crystalline salts of streptomycin and streptothricin.
- 1948 – Streptomyces antibiotics. XVIII. Structure of streptomycin.
- 1950 – Vitamin B12. XI. Degradation of vitamin B12 to Dg -1 -amino -2 -propanol.
- 1952 – Crystalline α -ribazole phosphate and its synthesis.
- 1953 – Relation of α -ribazole phosphate to vitamin B12.
- 1955 – Vitamin B12. XXV. 3,3 -Dimethyl -2,5 -dioxopyrrolidine -4 -propionamide: A new degradation product.
- 1956 – Isolation of a new acetate -replacing factor
- 1956 – β -Hydroxy -β -methyl -δ -valerolactone (divalonic acid), a new biological factor
- 1958 – Coenzyme Q. I. Structure studies on the coenzyme Q group
- 1967 – Complete sequence of biosynthesis from p -hydroxybenzoic acid to ubiquinone
- 1972 – Hypothalamic hormones. 35. Two syntheses of the luteinizing hormone releasing hormone of the hypothalamus.
- 1978 – Rescue by coenzyme Q10 from electrocardiographic abnormalities caused by the toxicity of adriamycin in the rat.
- 1982 – Response of vitamin B -6 deficiency and the carpal tunnel syndrome to pyridoxine. Proc. Natl. Acad. Sci. U. S. A. 79:7494 -98.
- 1984 – Enzymology of the response of the carpal tunnel syndrome to riboflavin and to combined riboflavin and pyridoxine
- 1985 – Biochemical rationale and the cardiac response of patients with muscle disease to therapy with coenzyme Q10.
- 1988 – Antide and related antagonists of luteinizing hormone release with long action and oral activity. Proc. Natl. Acad. Sci. U. S. A. 85:8236 -40.
- 1990 – Lovastatin decreases coenzyme Q levels in humans.
- 1995 – Two successful double -blind trials with coenzyme Q10 (vitamin Q10) on muscular dystrophies and neurogenic atrophies.